# Daphne van Domselaar
Daphne van Domselaar   (Beverwijk, 6 de març de 2000) és un futbolista neerlandesa que juga de portera a l'Arsenal de l'FA Women's Super League i a la selecció dels Països Baixos.
El 24 de maig de 2025, Van Domselaar va liderar l'Arsenal cap al seu segon trofeu de la Lliga de Campions Femenina de la UEFA, derrotant el FC Barcelona per 1-0 a la final.